# Brittany Armstrong
Brittany Armstrong (St. George, 27 agosto 1993) è un'attrice statunitense.
In Italia è nota per essere stata la protagonista bambina, nella saga di Clubhouse Detectives diretto dal regista Eric Hendershot, partecipando a tutti e tre i film, tra i quali: Clubhouse Detectives - L'amica reale (Clubhouse Detectives in Search of a Lost Princess) (2002), Clubhouse Detectives - Scacco al club (Clubhouse Detectives in Big Trouble), (2002) , Clubhouse Detectives - Museo per signora (Clubhouse Detectives in Scavenger Hunt), (2003).
Abbandonata la carriera d'attrice nel 2010 con il film Horse Crazy 2: The Legend of Grizzly Mountain (Inedito in italia), oggi è una personal trainer.

## Filmografia

### Film
- Piccoli Cowboy (Horse Crazy) , regia di Eric Hendershot (2001)
- Horse Crazy 2: The Legend of Grizzly Mountain, regia di Eric Hendershot (2010)

### Televisione
- Clubhouse Detectives - L'amica reale (Clubhouse Detectives in Search of a Lost Princess), regia di Eric Hendershot (2002)
- Clubhouse Detectives - Scacco al club (Clubhouse Detectives in Big Trouble), regia di Eric Hendershot (2002)
- Clubhouse Detectives - Museo per signora (Clubhouse Detectives in Scavenger Hunt), regia di Eric Hendershot (2003)

### Webserie
- GiGi TV Show 2 - Gli anni d'oro, regia di Luigi Addate (2023) - 5º episodio